# Zulässige Störung (Funktechnik)

Elektromagnetische Strahlung

Eine Zulässige Störung (englisch permissible interference) ist die beobachtete oder erwartete Störung, die quantitativ der Störung und den Kriterien der gemeinsamen Benutzung (von Funkfrequenzen) in der VO Funk oder in den ITU-R (Radiocommunications Section)-Empfehlungen oder in besonderen Vereinbarungen, die in der VO Funk vorgesehen sind, entspricht.

## Kategorisierung
Die VO Funk kategorisiert Störungen wie folgt:
1. Zulässige Störung
2. Hingenommene Störung
3. Schädliche Störung